# Затова, защото...
„Затова, защото...“ e вторият студиен албум на група Уикеда. Издател отново са AveNew Productions, но този път записите се провеждат в студио „Балкантон“. В състава на групата също има леки промени, главно в брас секцията. Сингълът с официален видеоклип „Уиски с фъстъци“ бързо добива популярност и държи челни места в класациите.

## Песни
Всички текстове, освен „Свърши се“ на Елен Герджиков, са дело на Ерол Ибрахимов.
| 1.    | Уиски с фъстъци      | 3:50 |
| 2.    | Всичко е любов       | 5:08 |
| 3.    | Затова, защото       | 5:08 |
| 4.    | Свърши се            | 4:26 |
| 5.    | Дагадумба            | 4:34 |
| 6.    | Skанархия            | 3:27 |
| 7.    | 165 Дни              | 5:19 |
| 8.    | Авто-био-графично    | 4:02 |
| 9.    | Любовна песен        | 2:25 |
| 10.   | Да живее революцията | 5:06 |
| 43:25 |                      |      |

## Състав

### Уикеда
- Ерол Ибрахимов – бас китара, вокал
- Росен Григоров – китари
- Петър Генчев – китари
- Михаил Михайлов – барабани

### Гост музиканти[3]
- Михаил Йосифов – тромпет
- Велислав Стоянов – цугтромбон
- Петър Момчев – саксофон
- Наско Попов – перкусии, барабани (2, 5, 7, 8)